# Tallören, Korsholm
Tallören är en ö i Finland. Den ligger i Norra kvarken och i kommunen Korsholm i landskapet Österbotten, i den västra delen av landet. Ön ligger omkring 23 kilometer norr om Vasa och omkring 380 kilometer norr om Helsingfors.
Öns area är 13,5 hektar och dess största längd är 0,9 kilometer i sydöst-nordvästlig riktning.